# Geishouse
Geishouse (deutsch Geishausen) ist eine französische Gemeinde mit 429 Einwohnern (Stand 1. Januar 2022) im Département Haut-Rhin in der Region Grand Est (bis 2015 Elsass). Sie gehört zum Arrondissement Thann-Guebwiller, zum Kanton Cernay und zum Gemeindeverband Vallée de Saint-Amarin.

## Geografie

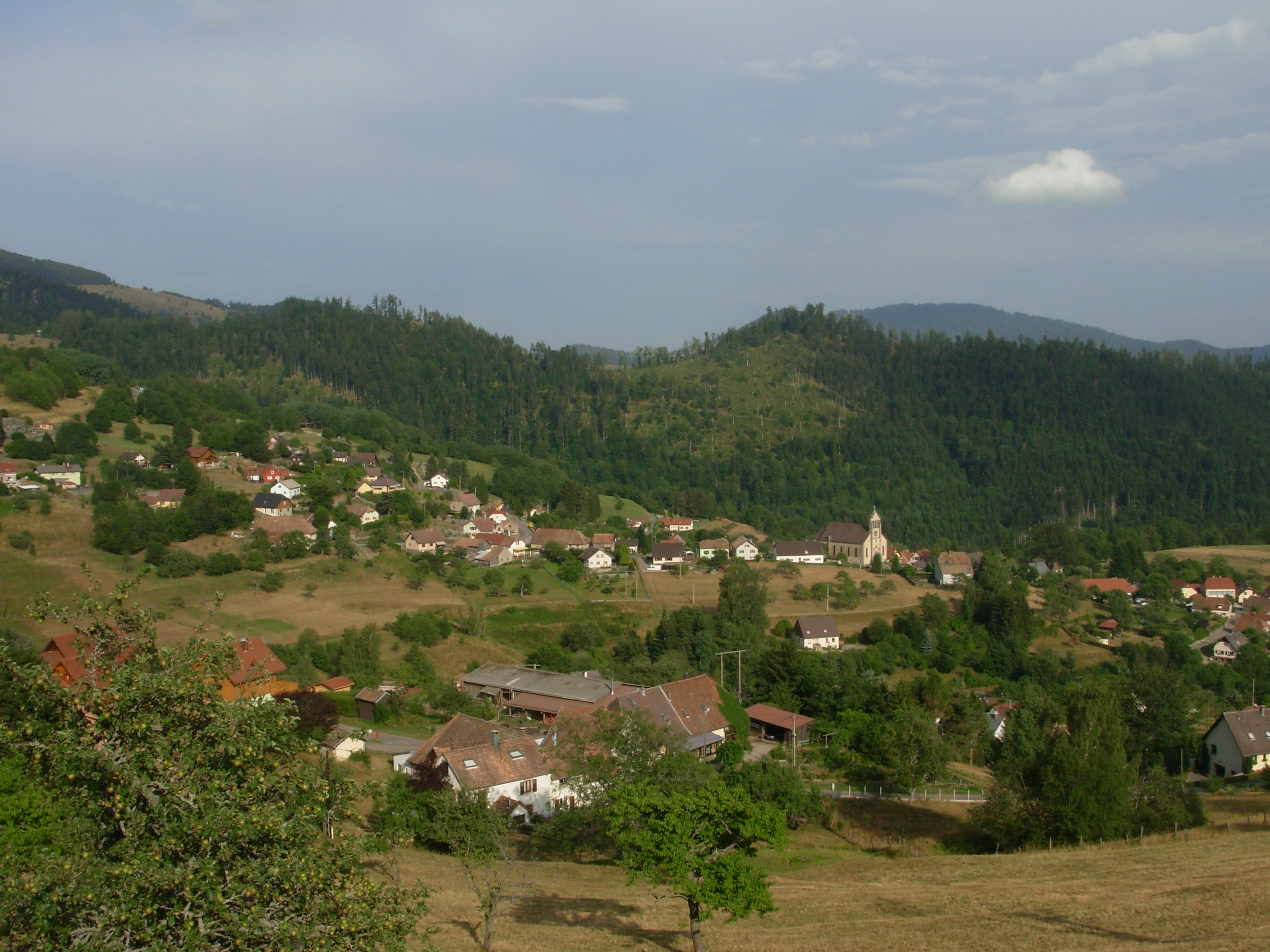
Blick auf Geishouse

Das Gemeindegebiet umfasst 7,28 Quadratkilometer und liegt am Fuß des Grand Ballon, des mit 1424 Metern höchsten Vogesengipfels im Regionalen Naturpark Ballons des Vosges.

## Bevölkerungsentwicklung
| Jahr      | 1962 | 1968 | 1975 | 1982 | 1990 | 1999 | 2007 | 2017 |
| Einwohner | 383  | 402  | 352  | 376  | 423  | 472  | 481  | 441  |

Kirche Saint-Sébastien
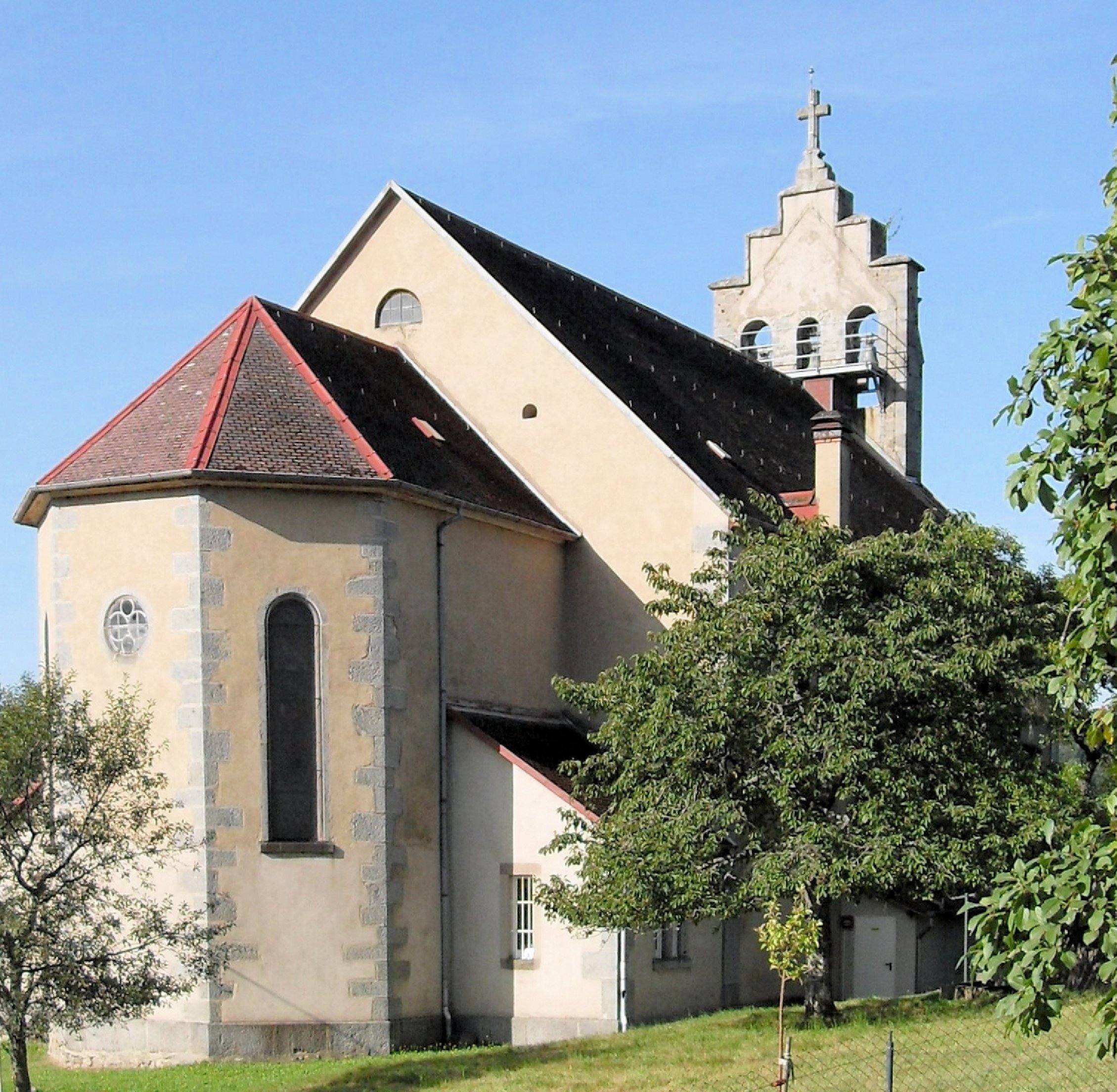
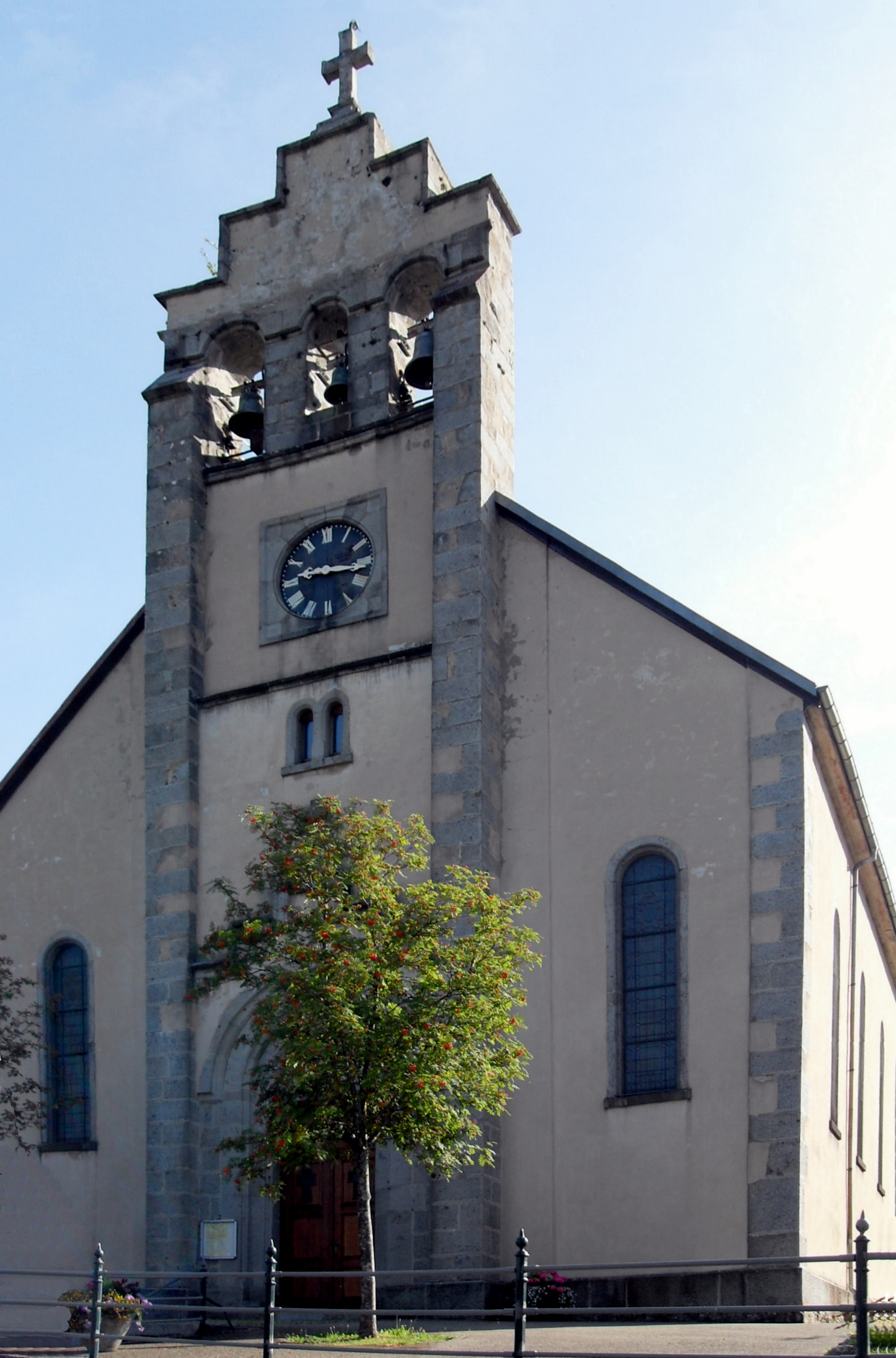

## Geschichte
Bis zur Französischen Revolution gehörte der Ort zum Amt Sankt Amarin (Vogtei Sankt Amarin) der Fürstabtei Murbach.